# Cédric Paty
Cédric Olivier Paty (ur. 25 lipca 1981 w Châtillon-sur-Seine) – francuski piłkarz ręczny, reprezentant kraju.
Obecnie występuje w Chambéry Savoie HB. Gra na pozycji prawego rozgrywającego. W 2008 roku zdobył brązowy medal mistrzostw Europy. W kadrze narodowej zadebiutował w 2008 roku. Zdobył złoty medal olimpijski podczas igrzysk 8limpijskich 2008 w Pekinie.

## Sukcesy reprezentacyjne

### Igrzyska Olimpijskie
- (2008) (Pekin)

### Mistrzostwa Europy
- (2008)

## Odznaczenia
- W 2008 został odznaczony Krzyżem Kawalerskim Legii Honorowej[1].